# Foals
Foals este o trupă de rock britanică din Oxford, formată în 2005. Formația actuală a trupei este formată din vocalistul și chitaristul principal Yannis Philippakis, bateristul și percuționistul Jack Bevan, chitaristul Jimmy Smith și tastaturistul Edwin Congreave. Până în prezent au lansat șase albume : Antidotes (2008), Total Life Forever (2010), Holy Fire (2013), What Went Down (2015) și Everything Not Saved Will Wiil be lost - part 1 &amp; 2 (2019). De asemenea, au lansat un album video, șase piese de prelungire și douăzeci și șapte de single - uri . 
Cel mai recent album al trupei, Everything Not Saved Will Be Lost - Part 1 a fost lansat în martie 2019, în timp ce continuarea sa, Part 2, a fost lansată în data de 18 octombrie 2019. 